# Stadion Ligeti
Stadion Ligeti (węg. Ligeti Stadion) – wielofunkcyjny stadion w mieście Vác, na Węgrzech. Został otwarty w 1967 roku. Może pomieścić 9000 widzów. Swoje spotkania rozgrywa na nim drużyna Vác FC 1899.